# Leaf Rapids
Leaf Rapids es un pueblo en el noroeste de Manitoba, Canadá. La comunidad está localizada aproximadamente a 1.000 kilómetros del norte de Winnipeg, a lo largo del Río Churchill. La comunidad urbana de Leaf Rapids está ubicada en 56°27′52″N 100°00′13″O / 56.46444, -100.00361, donde se encuentra la ruta provincial 391, aunque la mayor parte del pueblo hacia el lado este de esta comunidad. Este pueblo es tan grande como una municipalidad típica rural de la parte sur de Manitoba. 
En cualquier temporada se conecta con Thompson, Lynn Lake y South Indian Lake. Desde el establecimiento de la comunidad, Leaf Rapids ha presenciado un sinnúmero de cambios relacionados con la operación de la minería. La comunidad ha invertido tiempo y esfuerzo considerable para examinar posibles transiciones.